# Єль (Іллінойс)
Єль (англ. Yale) — селище (англ. village) в США, у окрузі Джеспер штату Іллінойс. Населення — 67 осіб (2020).

## Географія
Єль розташований за координатами 39°7′13″ пн. ш. 88°1′28″ зх. д. / 39.12028° пн. ш. 88.02444° зх. д. (39.120294, -88.024559).  За даними Бюро перепису населення США в 2010 році селище мало площу 1,49 км², уся площа — суходіл.

## Демографія
Згідно з переписом 2010 року, у селищі мешкало 86 осіб у 39 домогосподарствах у складі 21 родини. Густота населення становила 58 осіб/км².  Було 44 помешкання (30/км²).
Расовий склад населення:
| - 95,3 % — білих - 3,5 % — корінних американців |

До двох чи більше рас належало 1,2 %. Частка іспаномовних становила 3,5 % від усіх жителів.
За віковим діапазоном населення розподілялося таким чином: 19,8 % — особи молодші 18 років, 55,8 % — особи у віці 18—64 років, 24,4 % — особи у віці 65 років та старші. Медіана віку мешканця становила 49,0 року. На 100 осіб жіночої статі у селищі припадало 79,2 чоловіків;  на 100 жінок у віці від 18 років та старших — 81,6 чоловіків також старших 18 років.
Середній дохід на одне домашнє господарство  становив 47 181 долар США (медіана — 48 250), а середній дохід на одну сім'ю — 51 095 доларів (медіана — 48 500). 
Цивільне працевлаштоване населення становило 34 особи. Основні галузі зайнятості: освіта, охорона здоров'я та соціальна допомога — 35,3 %, транспорт — 23,5 %, сільське господарство, лісництво, риболовля — 11,8 %, фінанси, страхування та нерухомість — 8,8 %.